# When Saturday Comes (journal)
Pour les articles homonymes, voir When Saturday Comes.
When Saturday Comes (Quand le samedi arrive, en anglais), aussi appelé en abrégé WSC, est un magazine mensuel de supporters de football anglais, à l'audience nationale. Il est édité depuis 1986 à Londres.
Son traitement des matchs, généralement proche des fans, a depuis influencé le reste de la presse sportive. Son tirage actuel est d’environ 20 000 exemplaires.

### Source
- (en) Cet article est partiellement ou en totalité issu de l’article de Wikipédia en anglais intitulé « When Saturday Comes » (voir la liste des auteurs).